# Breaux Bridge
Breaux Bridge é uma cidade localizada no estado americano de Luisiana, na Paróquia de St. Martin.

## Demografia
Segundo o censo americano de 2000, a sua população era de 7281 habitantes. 
Em 2006, foi estimada uma população de 8001, um aumento de 720 (9.9%).

## Geografia
De acordo com o United States Census Bureau tem uma área de 
17,3 km², dos quais 17,0 km² cobertos por terra e 0,3 km² cobertos por água. Breaux Bridge localiza-se a aproximadamente 6 m acima do nível do mar.

## Localidades na vizinhança
O diagrama seguinte representa as localidades num raio de 16 km ao redor de Breaux Bridge. 